# Vojtěch Hačecký
Vojtěch Hačecký (ur. 29 marca 1987) – czeski kolarz torowy i szosowy, srebrny medalista torowych mistrzostw świata.

## Kariera
Największy sukces w karierze Vojtěch Hačecký osiągnął w 2014 roku, kiedy wspólnie z Martinem Bláhą zdobył srebrny medal w madisonie podczas torowych mistrzostw świata w Cali. Ponadto dwukrotnie zdobywał torowe mistrzostwo Czech w wyścigu punktowym (2008 i 2013). Startuje także w wyścigach szosowych. Zwyciężył między innymi w Tour du Loiret w 2009 roku i Wyścigu Szlakiem Bursztynowym w 2011 roku. Nie zdobył medalu na szosowych mistrzostwach świata.